# 航研機
航研機
- 用途：試作長距離機
- 分類：実験機
- 設計者：東京帝国大学附置航空研究所
- 製造者：東京瓦斯電気工業
- 運用者：東京帝国大学附置航空研究所
- 初飛行：1937年（昭和12年）5月25日
- 生産数：1機
- 生産開始：1937年（昭和12年）3月31日
- 運用状況：退役・廃棄

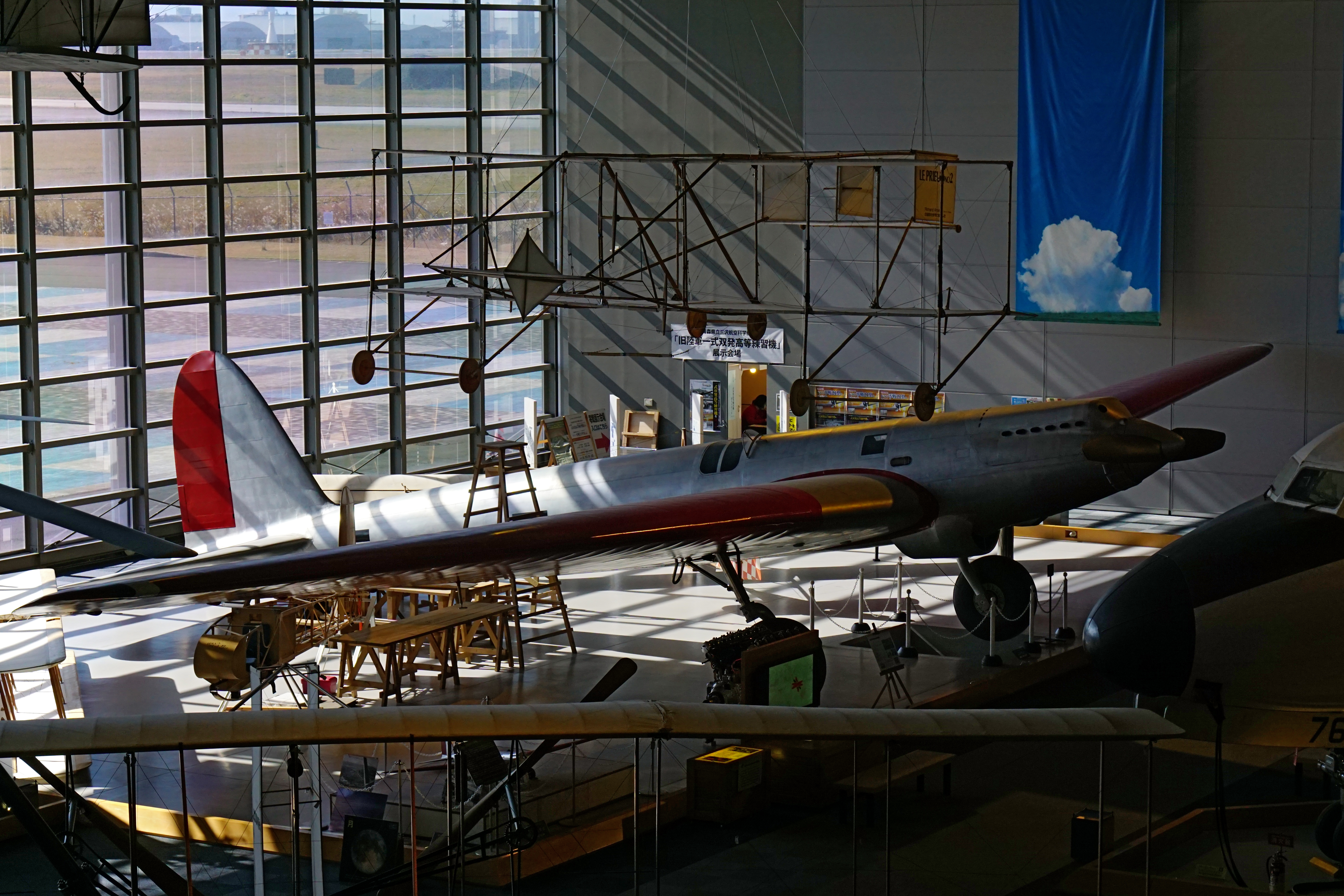
実物大模型（青森県立三沢航空科学館）

航研機（こうけんき）は、東京帝国大学（現・東京大学）附置航空研究所が設計し、飛行は大日本帝国陸軍の協力のもと、1938年（昭和13年）に長距離飛行の世界記録を作った実験機である。

## 名称
元々本機には名前という物はなく、新聞等で書かれた「航空研究所試作長距離機」の略称である「航研機」の名が広まり、それが正式名称（制式名称）のように使われている。そのため、記録樹立時に製作された記録映画でも、英名は「Koken Long-range monoplane（直訳では、航研長距離単葉機）」となっており、現在でも英語圏では「Kōken-ki」や、実機の製造を担当した「東京瓦斯電気工業」の会社名から「Gasuden Kouken」とよばれている。通称:真紅の翼。

## 開発
東京帝国大学付属航空研究所は1918年（大正7年）、東京市深川区越中島に設立された航空技術の基礎研究を行う帝大附属の研究所であった。第一次世界大戦で航空機が活躍しその軍事的な意義が認知されると、陸軍航空部は1921年（大正10年）から航空研究施設の拡充を五カ年計画により図ることとなり、東京帝大総長山川健次郎の後援により、同年に大学附置研究所へと改称され独立した官制を持つこととなって、研究所は帝大付属の位置を改めている。1932年（昭和7年）頃、栖原豊太郎の発案により一部の研究者がディーゼルエンジンを開発して、2年で長距離飛行世界記録を獲得する計画をたてて文部省に承認された。
航研機の開発は、1933年（昭和8年）から所長和田小六のもと、田中敬吉、小川太一郎らを中心に具体的に始められた。
しかし研究中のディーゼルエンジンはほとんど研究段階であり、実用レベルに程遠いものであった。そこで、既存のガソリンエンジンを改造して採用するなど比較的堅実な技術を採用した長距離世界記録樹立が検討された。1932年（昭和7年）12月に設計に関して最初の会議が行われ、1933年（昭和8年）8月に基礎設計が始まった。1934年（昭和9年）、東京府東京市大森区（現・東京都大田区）に本社工場があった東京ガスグループの東京瓦斯電気工業（瓦斯電。戦後解体され、航空宇宙部門は現：ハスクバーナ・ゼノア）による計算、製図および実物模型の製作による具体的な設計が始まり、1937年（昭和12年）3月31日に機体製作を完了した。4月1日には、完成した機体が東京市蒲田区（現・大田区）の東京飛行場に運び込まれ、4月24日および5月21日に地上滑走試験を実施。5月25日に藤田雄蔵陸軍航空兵少佐の操縦で初飛行した。
6月から7月まで機体各部の改修ならびに点検作業が行われながら試験飛行が行われたが、7月31日の試験飛行において脚引込装置の故障のため機体一部を損傷。翌8月中に機体を修理して、9月4日に海軍木更津飛行場（現・陸上自衛隊木更津駐屯地）に空輸し、燃料タンク残量試験、燃料消費量試験および10時間飛行を行った。10月にかけて尾翼の一部の改修と燃料タンクの改造を行い、11月5日に木更津飛行場において速度検定飛行を行った。11月13日、12年度第一次周回飛行を行ったが、脚引込装置の故障によって中断。脚操作試験飛行などの実験飛行を行った。翌1938年（昭和13年）1月から3月まで一時作業を中止し、4月20日から各種性能試験を行った。

## 構造

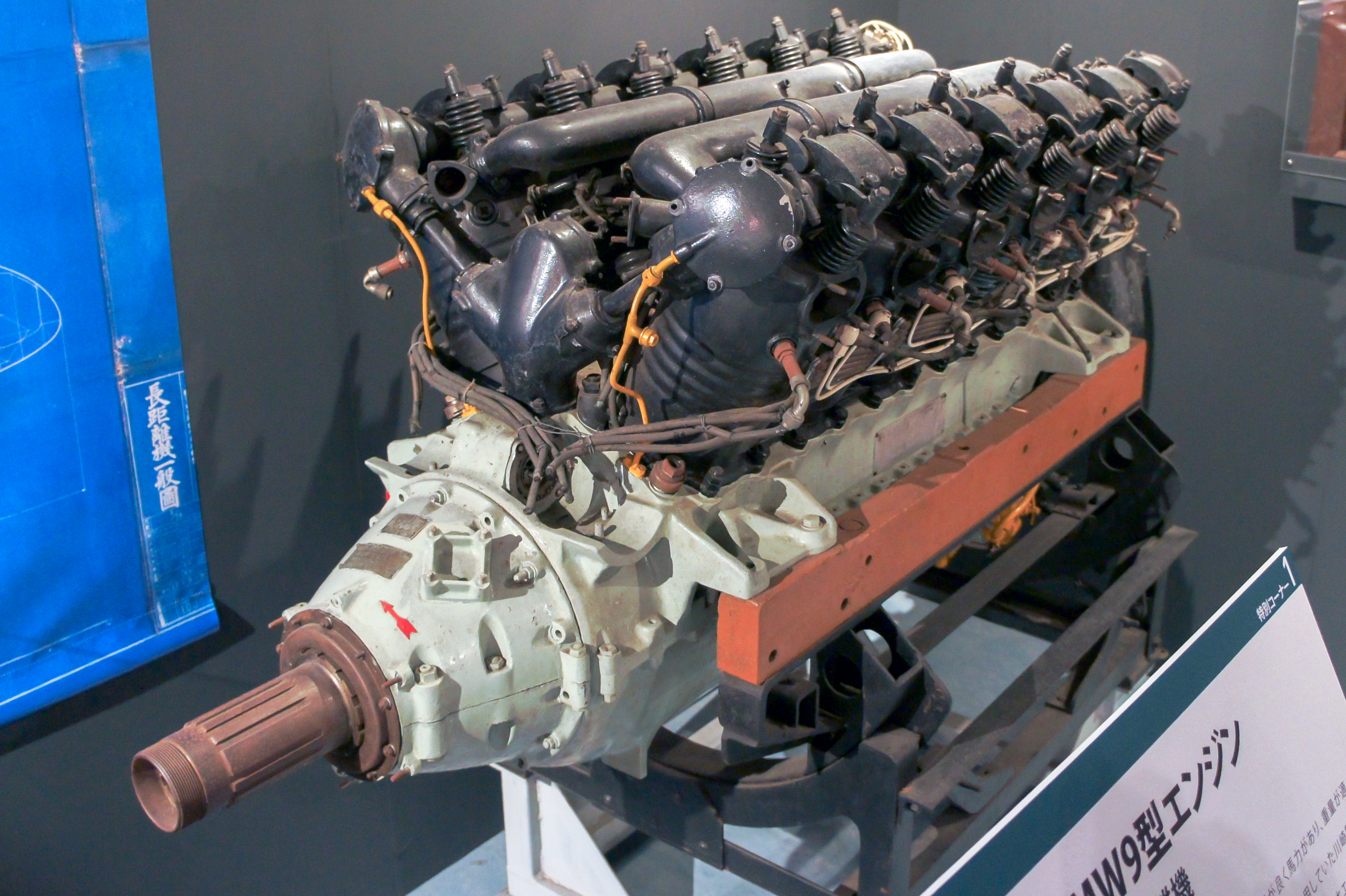
航験機搭載エンジン。

機体の組立ては上述の通り、飛行機製作に進出しようとしていた瓦斯電の大森工場で行われた。主翼は単桁構造で特許を取得していた。胴体がジュラルミン、主翼や尾翼の動翼部は羽布張りとし、羽布張りの箇所は不時着時の発見を容易にするために赤い塗料が塗られていた。主翼内には主翼の形に合わせた大容量の燃料タンクが左右7個ずつ合計14個収められ、総容量は7,500Lにおよんだ。機体はできるだけ空気抵抗が無いように作られ、支柱や張線の無い片持式が用いられ、国産機で初めて広範囲に沈頭鋲が用いられた。着陸装置（脚）は手動による完全引込式で長距離実験機としては世界初の構造であった。操縦席も風防を折りたたみ式にして着陸時に顔を出すことができ、離着陸時以外は機体左右の窓を見ながら操縦するようになっていた。ピトー管は主翼に固定されたものと胴体下部から吊りおろすものが装備され、それぞれの数値から速度を割り出すようになっていた。
プロペラは風洞試験での結果を基に二翅式が選ばれ、当時九二式戦闘機などで実績があった日本楽器製造（現・ヤマハ）によって SW1 型木製二翼被包式が製造された。エンジンは川崎航空機（現・川崎重工業）がBMW IV水冷エンジンを改造し、排気弁に外気を送り込んで冷却する希薄燃焼により燃費を原型から20 %改善したものが開発され、1936年（昭和11年）9月1日から第1次120時間耐久運転、1937年（昭和12年）3月27日から第2次93時間耐久運転を行い、いずれの試験もクリアして採用された。パイロットの負担軽減のため、原始的な自動操縦装置を搭載した。
食料は長距離無着陸に備え、バナナやサイダーなどの保存性の良い食料が選ばれたほか、乾かないようパラフィン紙で包んだものや金属チューブ入りの流動食も使用された。

## 世界記録

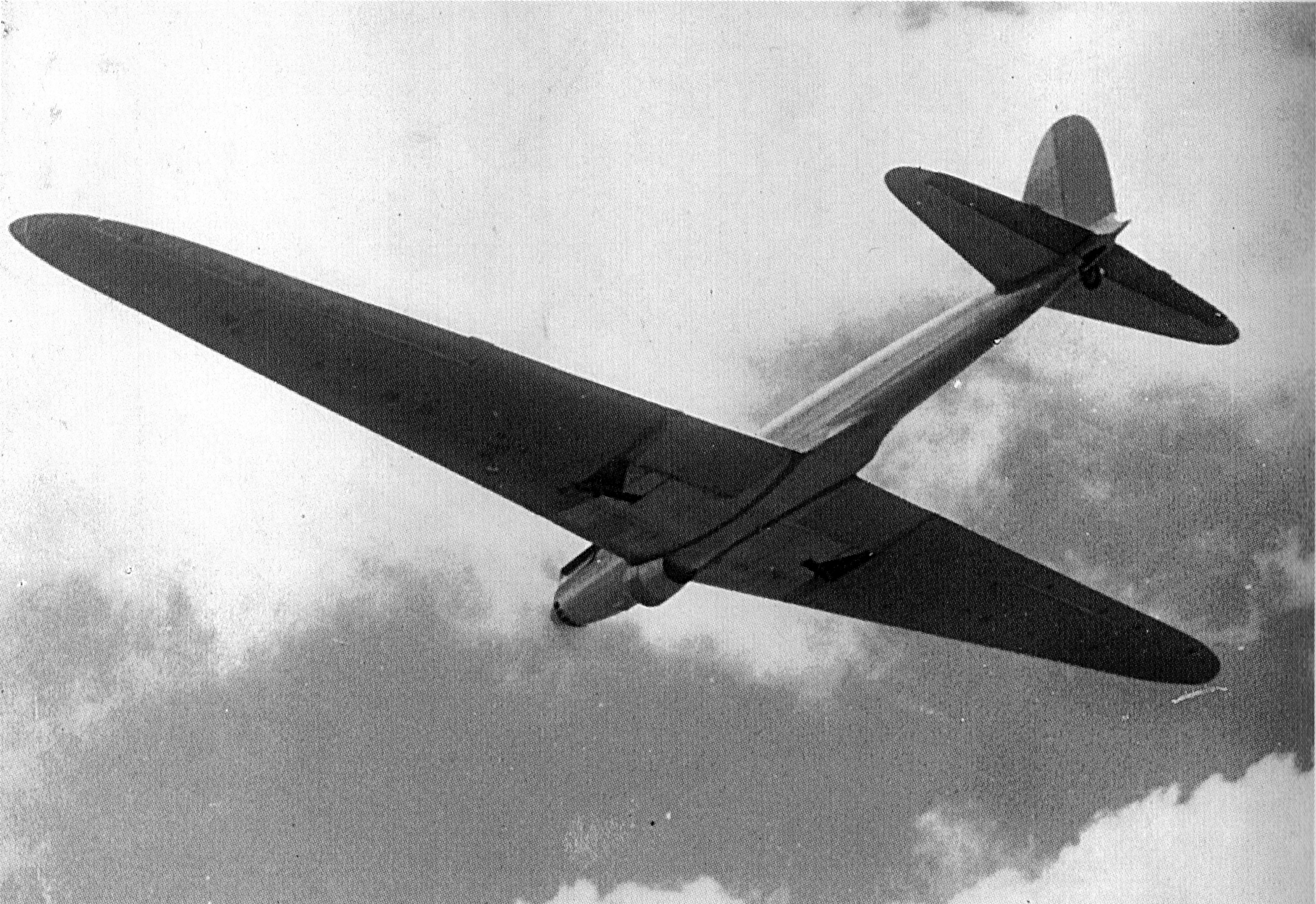
飛行中の航研機

周回飛行コースは木更津飛行場を離陸し銚子（犬吠埼灯台）→太田（中島飛行機太田製作所本館）、平塚（当時平塚市役所の近くにあった航空灯台）→木更津（木更津飛行場の中心）の一周401.759kmの周回コースを飛行するものであった。各周回地点には目印に白い布で作られた布板が設置され、夜間は発煙信号（実際には現代の噴出花火に近い）を焚いて目印とした。パイロット（操縦者）は藤田雄蔵航空兵少佐、副操縦士は高橋福次郎航空兵曹長、機関士は関根近吉技手であった。
1937年（昭和12年）11月13日に12年度第一次の周回飛行を行ったが、脚引込装置の故障によって脚が完全に引き込まれず、9時間40分の飛行後周回飛行を中止し、木更津に着陸した。
1938年（昭和13年）5月10日、13年度第一次周回飛行が実施されたが、周回飛行中に自動操縦装置が故障。止むを得ず周回5周10時間21分の飛行後、全重量8,000kgのまま木更津に着陸した。
3日後の5月13日、13年度第二次周回飛行が実施された。航研機は午前4時55分に木更津飛行場を離陸。5月15日までに周回飛行コースを62時間22分49秒で29周し、周回航続距離11,651.011kmと1万kmコース平均速度186.197km/時の2つの世界記録を樹立した。なおこの記録は、日本航空史において唯一国際航空連盟によって現在まで公式に認定されたものである。
それまでの周回長距離飛行の世界記録は、1932年のフランス、ブレリオ 110機の10601kmであった。なおこの世界記録は1938年、イタリアのサヴォイア・マルケッティ SM.75機によって破られる。

## 記録樹立後
航研機の世界記録達成は日本全国に大々的に報じられた。逓信省（郵政省、日本郵政公社を経て現・日本郵便）は、1939年（昭和14年）に世界記録樹立を宣伝するために航研機を描く普通切手を発行した。なお当切手は日本国産の航空機が初めて登場したものであった。

その後は大東亜戦争（太平洋戦争・第二次世界大戦）が終わるまで東京飛行場で保存されていたが、終戦とともに駐留してきたGHQが軍用機と見なしたため、飛行場内にあった鴨池に破棄された。機体は21世紀になった現在も、鴨池があった羽田空港第3ターミナル近くの地中に埋まっていると考えられている。

## 現存する施設・レプリカ
航研機のレプリカは青森県立三沢航空科学館に展示されている。荷重試験を行なった施設や設備は、東京都目黒区の東大駒場IIキャンパスにある東大先端研に20世紀末までは残されていた。なお、同センターの食堂（2階建ての白い建物）はYS-11を設計していた輸送機設計研究協会の元事務所で、敷地外からもうかがえる。
また、瓦斯電の後身企業の一つである日野自動車が1988年（昭和63年）航研機の模型を制作し、2002年（平成14年）、大田区に寄贈した。この模型は大田区南馬込の区立郷土博物館に収蔵されている。

## 諸元
- 全長：15.06 m[20]
- 全幅：27.93 m[20]
- 全高：3.6 m[20]

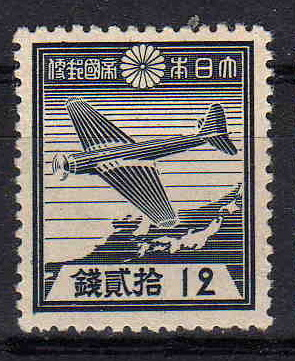
航研機を描いた12銭普通切手

- 主翼面積：87.3 平方メートル（空力有効面積）[20]
- 自重：4,225 kg（固定装備含む）[20]
- 全備重量：9,200 kg[20]
- 発動機：川崎 BMW 液冷V型12気筒ガソリンエンジン 800 hp×1[21]
- 燃料消費率：180 g/PS･h[22]
- 燃料総容量：7,500 l[20]
- 最大航続時間：80 時間
- 航続距離：13,000 km[17]
- 最大速度：260 km/h
- 巡航速度：180-200 km/h[17]
- 乗員：3 名

### 註釈
1. ↑  世界初の戦略偵察機となる司令部偵察機（九七式司令部偵察機）の考案者の一人。